# Kanoua
Kanoua (în arabă قنوع) este o comună din provincia Skikda, Algeria.
Populația comunei este de 6.995 de locuitori (2008).